# 標茶 (小惑星)
標茶（しべちゃ、4350 Shibecha）は小惑星帯に位置する小惑星である。北海道釧路で上田清二と金田宏が発見した。
北海道の標茶町に因んで命名された。